# Dapsa limbata
Dapsa limbata is een keversoort uit de familie zwamkevers (Endomychidae). De wetenschappelijke naam van de soort werd in 1835 gepubliceerd door Victor Ivanovitsch Motschulsky.